# Лимбомбе, Энтони
Энтони Лимбомбе Эканго (фр. Anthony Limbombe Ekango; 15 июля 1994, Мехелен, Бельгия) — бельгийский футболист, вингер клуба «Беверен».

## Клубная карьера
Лимбомбе — воспитанник клубов «Мехелен» и «Генк». 18 сентября 2010 года в матче против «Локерена» он дебютировал в Жюпиле лиге. В своём дебютном сезоне Лимбомбе помог команде выиграть чемпионат и завоевать Суперкубок Бельгии. 5 ноября 2011 года в поединке против «Кортрейка» Энтони забил свой первый гол за «Генк». В 2013 году он помог клубу выиграть Кубок Бельгии.
В начале 2014 года Лимбомбе на правах аренды перешёл в «Льерс». 8 февраля в матче против «Монса» он дебютировал за новый клуб. 22 февраля в поединке против «Остенде» Энтони забил свой первый гол за «Льерс».
Летом 2014 года Лимбомбе перешёл в нидерландский НЕК. 13 сентября в матче против «Валвейка» он дебютировал в Эрстедивизи. В поединке против «Эммена» Энтони забил свой первый гол за НЕК. По итогам сезона он помог клубу в элиту. 12 августа в матче против «Эксельсиора» он дебютировал в Эредивизи.
Летом 2016 года Лимбомбе вернулся на родину, подписав двухлетний контракт с «Брюгге». Сумма трансфера составила 2 млн евро. 29 июля в матче против родного «Мехелена» он дебютировал за новую команду. 24 сентября 2017 года в поединке против «Шарлеруа» Энтони забил свой первый гол за «Брюгге». В 2018 году он помог клубу выиграть чемпионат Бельгии.
26 июня 2022 года перешёл в нидерландский «Алмере Сити», подписав с клубом двухлетний контракт.

## Международная карьера
27 марта 2018 года в матче товарищеском матче против сборной Саудовской Аравии Лимбомбе дебютировал за сборную Бельгии, заменив во втором тайме Янника Карраско.

## Достижения
Командные
 «Генк»
- Чемпионат Бельгии по футболу — 2010/11
- Обладатель Кубка Бельгии — 2012/13
- Обладатель Суперкубка Бельгии — 2011

 «Брюгге»
- Чемпионат Бельгии по футболу — 2017/18